# Verlängerte Zackenmütze
Die Verlängerte Zackenmütze (Niphotrichum elongatum, Syn.: Racomitrium elongatum),  auch Verlängertes Zackenmützenmoos, erhielt ihren Namen wegen der stark zerschlitzten Kapselhaube und den langen Glashaaren. Das Laubmoos ist von besonderer ökologischer Bedeutung, da es an trockenen, nährstoffarmen und sandigen Standorten als Wasserspeicher und Erosionsverhinderer dient. Durch seine Glashaare kann es Tau und Nebelfeuchte aufnehmen. Zudem fungiert es als Lebensraum vieler Kleintiere.

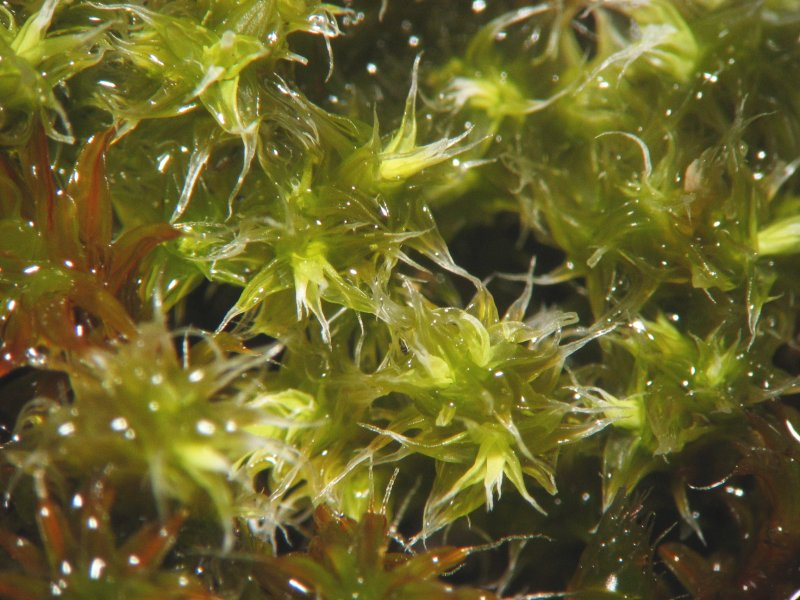
Niphotrichum elongatum feucht

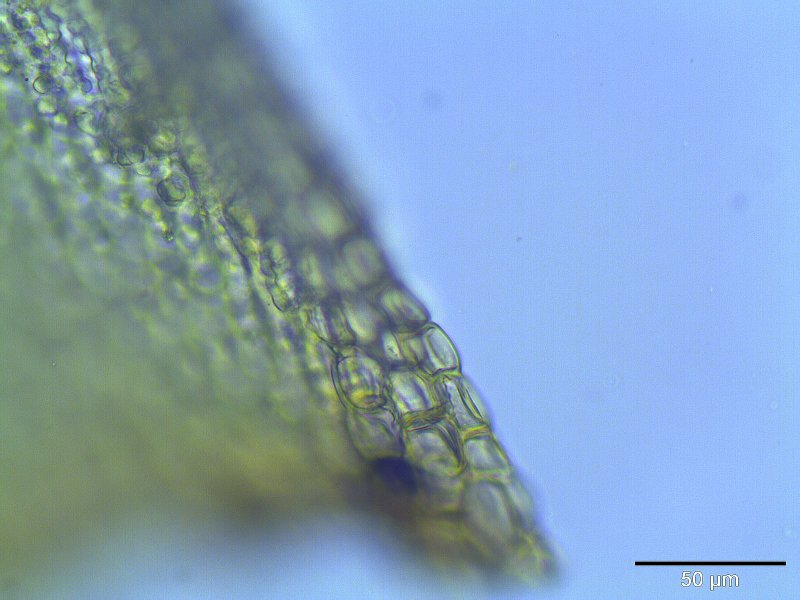
Niphotrichum elongatum: Blattflügelzellen (Vergrößerung: 400×)

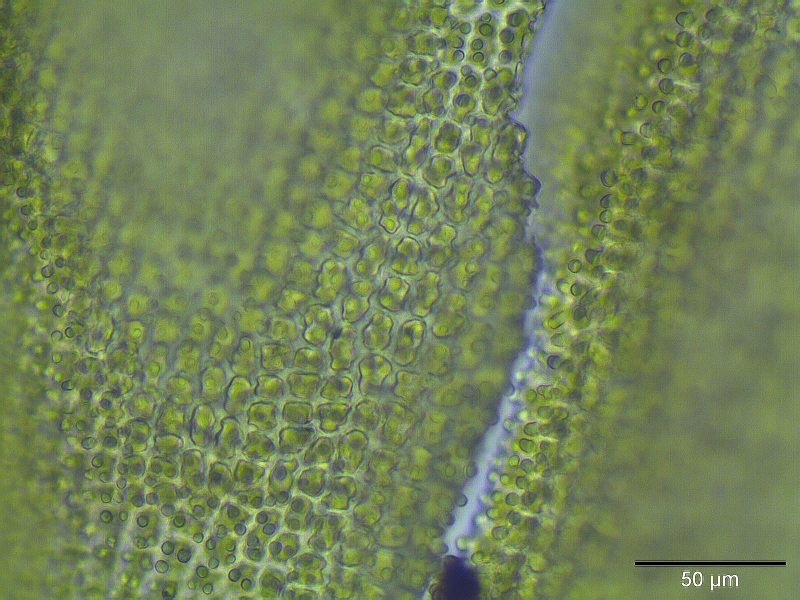
Niphotrichum elongatum: charakteristische Laminazellen mit buchtig verdickten Zellwänden (Vergrößerung: 400×)

## Erkennungsmerkmale
Die aufrechten, gelbgrün gefärbten Pflanzen könne bis 7 cm lang werden. Das Moos wächst zumeist in kleinen Populationen. Die eilanzettlichen, allmählich in eine scharfe Spitze auslaufenden Blätter sind trocken anliegend und im feuchten Zustand zurückgekrümmt. Im oberen Teil erscheinen sie gekielt. Die deutlich papillösen Laminazellen sind kurz rechteckig bis subquadratisch. Sie werden etwa 8 bis 18 µm lang und 6 bis 10 µm breit. Die Zellwand dazwischen ist charakteristisch buchtig bzw. knotig verdickt. Die am Blattgrund zu 3 bis 5 Reihen befindlichen Blattflügelzellen erscheinen rundlich aufgeblasen. Die unverzweigte Blattrippe reicht bis in die Spitze des Blattes. Die papillösen, stark gezähnten Glashaare sind trocken zurückgekrümmt und feucht aufrecht. Die glatte, rötlichgelb gefärbte Seta trägt eilängliche Kapseln, die etwa 10 µm große Sporen entwickeln, die während der Wintermonate gebildet werden. In den letzten Jahrzehnten hat jedoch die Sporogonen-Entwicklung abgenommen. Verwechslungsgefahr besteht mit Niphotrichum canescens, welches jedoch eine kurze, sich verzweigende Mittelrippe hat, kürzere Glashaare, stärker fiedrig verzweigt ist und zumeist auf Gestein wächst.

## Vorkommen
Die Verlängerte Zackenmütze besiedelt lichte, sonnige, nährstoff-, kalk- und basenarme, trockene bis frische, sandige Standorte. Es kommt jedoch auch auf humos übererdeten Felsen, in Magerrasen und ruderal entlang nährstoffarmen Schottersanden vor. Typische Begleitmoose sind Ceratodon purpureus, Hypnum lacunosum oder Polytrichum piliferum. Seine Bestände sind vor allem von Überdüngungen und Zerstörung von Heidegesellschaften bedroht. Die wieder zunehmende Luftverschmutzung macht dem Moos ebenfalls zu schaffen. In einigen Bundesländern ist es auf der Roten Liste. In Mecklenburg-Vorpommern ist es als Gefährdet eingestuft.
Die Art gehört zum Artkomplex Niphotrichum canescens s. l., welcher in ganz Eurasien und Nordamerika vorkommt. 